# 蒙氏马先蒿
蒙氏马先蒿（学名：Pedicularis monbeigiana）是列当科马先蒿属的植物，为中国的特有植物。分布在中国大陆的四川、云南等地，生长于海拔2,500米至4,200米的地区，常生长在高山草地中，目前尚未由人工引种栽培。